# Llista de cançons de gesta franceses
La cançó de gesta és un gènere molt important en la literatura francesa medieval. Donem aquí una llista de cançons de gesta, agrupades, com s'acostuma a fer, per cicles segons una tradició que es remunta al pròleg del Girart de Vienne, de Bertrand de Bar, tradició que ha estat acceptada per la crítica moderna.
Així doncs, agrupem les cançons començant pel cicle de Carlemany, on el tema són les gestes de Carlemany i els seus pars; seguint amb el cicle de Guillem, on el protagonista principal és Guillem de Tolosa i els del seu llinatge; i finalment el cicle dels vassalls rebels, que agrupa una sèrie de cançons de gesta a l'entorn dels conflictes feudals dels vassalls contra els seus senyors. En darrer lloc, agrupem cançons que, contràriament a les esmentades, tracten de fets contemporanis a la seva redacció (les esmentades anteriorment se situen en personatges i fets de l'època carolíngia, s. VIII-IX). I un darrer apartat d'altres cançons que no s'engloben en cap d'aquestes categories.

## Cicle de Carlemany
- Chanson de Roland (primer terç del s. XII)
- Le Pèlerinage de Charlemagne [cat. La peregrinació de Carlemany] (mitjans del s. XII)
- Aspremont (darrer terç del segle XII)
- Ferabras (darrer terç del segle XII)
- Mainet (darrer terç del segle XII)
- Galiens le Restorés (fill d'Olivier) (final XII – XIII)
- Chanson des Saisnes de Jean Bodel [cat. Cançó dels Saxons] (primer quart del segle xiii)
- Otinel (primer quart del segle xiii)
- Gaydon (primer quart del segle xiii)
- Anseïs de Cartage (primer quart del segle xiii)
- Berte aus grans piés [cat. Berta, la dels grans peus] (segon terç del segle xiii)
- Chanson de la reine Sebile (segon terç del segle xiii)

- Basin (s. XII?), cançó no conservada. Es coneix per mencions i traduccions

## Cicle de Guillem
- Chançun de Guillelme [cat. Cançó de Guillem] (primer terç del s. XII)
- Li coronemenz Looïs [cat. La coronació de Lluis] (mitjans del s. XII)
- Le Charroi de Nîmes [cat. Els carros de Nîmes o el comboi de carros de Nîmes] (mitjans del s. XII)
- La Prise d'Orange [cat. La presa (conquesta) d'Orange] (darrer terç del segle XII)
- Moniage Guillaume [cat. La vida de Guillem com a monjo] (darrer terç del segle XII)
- Moniage Rainoart [cat. La vida de Rainoart com a monjo] (darrer terç del segle XII)
- Guibert d'Andrenas (darrer terç del segle XII)
- Prise de Cordres et Sebille [cat. La presa (conquesta) de Córdoba i Sevilla] (darrer terç del segle XII)
- Siège de Barbastre [cat. El setge de Barbastre] (darrer terç del segle XII)
- Aliscans (darrer terç del segle XII)
- La chevalerie Vivien o Le Covenant Vivien [cat. Els fets cavallerescos de Vivien o La promesa de Vivien] (darrer terç del segle XII)
- Enfances Vivien [cat. La infància de Vivien] (primer quart del segle xiii)
- Aymeri de Narbonne (primer quart del segle xiii)
- Girart de Vienne de Bertrand de Bar-sur-Aube (primer quart del segle xiii)
- Les Narbonnais [cat. Els narbonesos] (primer quart del segle xiii) (gesta sobre els fills d'Aymerí de Narbona)
- Bataille Loquifer (primer quart del segle xiii)
- Folques de Candie (primer quart del segle xiii)
- Beuvon de Conmarchis (segon terç del segle xiii)
- Garin de Monglane (segon terç del segle xiii)
- Enfances Garin (segon terç del segle xiii)
- Enfances Renier (segona meitat del segle xiii)
- La mort Aymeri [cat. La mort d'Aymerí] (s. XIII)
- Enfances Guillaume [cat. La infància de Guillem] (s. XIII)

## Cicle dels vassalls rebels
- Gormont et Isembart (primer terç del s. XII)
- Raoul de Cambrai (darrer terç del segle XII)
- Chevalerie Ogier de Raimbert de Paris (primer quart del segle xiii)
- Renaut de Montauban o Chanson des quatre fils Aymon (primer quart del segle xiii)
- Doon de Mayence [Mayence = Mainz]
- Chanson de Gaufrey (meitat del segle xiii) (sobre els dotze fills de Doon de Mayence)
- Enfances Ogier d'Adenet li Rois [cat. La infància d'Ogier]

S'hi pot afegir, per la temàtica, la cançó de gesta en occità Girard de Rosselhon (darrer terç del segle XII)

## Cançons de gesta sobre fets contemporanis (primera croada 1096-1099)
Els fets de la primera croada donen lloc a un veritable cicle de cançons de gesta: el cicle de la croada. Els estudiosos el divideixen en dos parts:
Primer cicle de la croada (cançons del segle XII-XIII)
- Chanson d'Antioche de Richard le Pèlerin [cat. Cançó d'Antioquia] (darrer terç del segle XII), es conserva només en la refundició de Graindor de Douai
- Chanson de Jerusalem o Conquête de Jerusalem de potser del mateix Richard, però es conserva només en la refundició de Graindor de Douai [cat. Cançó de Jerusalem] (darrer terç del segle XII)
- Les chétifs (cat. Els captius).

A aquest nucli del cicle encara s'hi van afegir altres cançons al voltant de la figura de Godofreu de Bouillon.
 Segon cicle de la croada (cançons del segle XIV)
- Le Chevalier au cygne et Godefroid de Bouillon
- Baudouin de Sebourc
- Le bastard de Bouillon

[cal no confondre la Chanson d'Antioche, amb la Cansó d'Antioca, de Gregori Bechada, escrita en occità, vers 1130-1142 i de la qual es conserva només un fragment de set-cents versos]
[cal esmentar, a més, la Cansó de la crozada, sobre la croada contra els albigesos; en occità]

## Altres cançons de gesta
- Floovant (mitjan segle XII)
- Doon de la Roche (darrer terç del segle XII)
- Beuve de Hantone (darrer terç del segle XII)
- Huon de Bordeaux [cat. Huon de Bordeus] (segon terç del segle xiii)
- Cicle dels Lorenesos
  - Garin le Lorehenc [cat. La mort de Garí, el lorenès] (darrer terç del segle XII)
  - Girbert de Mes (s. XII) [cat. Girbert de Metz]
  - Hervis de Mes (s. XIII) [cat. Hervís de Metz]
  - Anseïs de Mes (s. XIII) [cat. Anseïs de Metz]
  - Yon (s. XIII)
- Amis et Amile (darrer terç del segle XII)
- Jourdan de Blaye (darrer terç del segle XII) (Jourdan és net d'Amis)
- Octavien (s. XIII)
- Florent et Octavien (fi del segle xiii o inicis del XIV)